# Ezel (televisieserie)
Ezel was een Turkse dramaserie voornamelijk gebaseerd op wraak, misdaad en mysterie. Ook romantiek is onderdeel van de serie. De serie werd uitgezonden van 2009 tot 2011 en heeft in totaal 71 afleveringen van 90 minuten. Het scenario van de televisieserie werd geschreven door Kerem Deren en Pínar Bulut. De serie werd geregisseerd door Uluç Bayraktar en geproduceerd door het Turkse mediabedrijf Ay Yapım.
De serie werd opgenomen op meerdere locaties in Turkije (voornamelijk in Istanboel) en Noord-Cyprus. Voor één scène zijn er opnames gemaakt in Kroatië. Voor de opnames zijn dure auto's, luxe huizen, hotels, gokpaleizen, natuurgebieden en zware wapens gebruikt.
De serie is ook gebaseerd op het boek De graaf van Monte-Cristo door Alexandre Dumas.

## Rolverdeling
| Acteur             | Rol                   | Afleveringen | Beschrijving van personage |
| ------------------ | --------------------- | ------------ | --- |
| Kenan Imirzalioglu | Ezel Bayraktar (Ömer) | 1-71         | Hoofdrol in het verhaal; wil wraak |
| Baris Falay        | Ali 'Kerpeten' Kırgız | 1-71         | Beste vriend van Omer, werkt als automonteur en lost alles met geweld op. Heeft Ömer verraden. Is getrouwd met Azad Karaeski.                                               |
| Yiğit Özşener      | Cengiz Atay           | 1-71         | Beste vriend van Ömer en Ali. Heeft Ömer verraden. |
| Sarp Akkaya        | Tevfik Zaim 'Tefo     | 1-65         | Getrainde spion van Ramiz Karaeski, beste vriend van Ali Kırgız. Is vermoord door de stiefbroer (Ocak) van Temmuz.                                                          |
| Cansu Dere         | Eyşan Tezcan Atay     | 1-71         | De vriendin van Ömer. De vrouw van Cengiz, de moeder van Can. Is vermoord door Cengiz.                                                                                      |
| Bade Iscil         | Sebnem Sertuna Zaim   | 1-71         | Werkvrouw van Ezel Bayraktar, en de vrouw van Tevfik Zaim. |
| Tuncel Kurtiz      | Ramiz Karaeski        | 3-61         | De godfather van Istanboel, 'vader' van Ezel en mentor van Ezel. Is overleden bij een schietpartij toen, hij zijn dochter Azad redde.                                       |
| Salih Kalyon       | Serdar Tezcan         | 1-49         | Vader van Eyşan en Bahar Tezcan. |
| Riza Kocaoglu      | Mustafa ‘’Temmuz      | 21-67        | Huurmoordenaar van Kenan Birkan, wordt ook wel 'geest' genoemd vanwege zijn uitgebreide skills, in het vermoorden zonder gezien te worden. Is vermoord door Ali Kırgız.     |
| Kivanc Tatlitug    | Sekiz Karaeski        | 34-37        | Kleinkind van Ramiz Karaeski en getrainde soldaat, hij wordt gezien als een held.                                                                                           |
| Haluk Bilginer     | Kenan Birkan          | 34-68        | Rijkste en machtigste man van Istanboel en Turkije. Uiteindelijk de grootste vijand van Ramiz Karaeski, ooit de beste broeder geweest van hem. Is vermoord door Ali Kırgız. |
| Sedef Avci         | Bahar Tezcan          | 1-32         | Zusje van Eyşan Tezcan. Is vermoord door Temmuz. |
| Guray Kip          | Kamil Calica          | 1-30         | Rechterhand van Ezel Bayraktar. Vermoord door Temmuz. |
| Burçin Terzioglu   | Azad Karaeski Kırgız  | 20-71        | Dochter van Ramiz Karaeski en Selma Hünel. Is getrouwd met Ali Kırgız. |
| Nurhan Özenen      | Selma Hünel           | 14-58        | Vrouw van Ramiz Karaski en de moeder van Azad Karaeski. De ex-vriendin van Kenan Birkan.                                                                                    |
| Kemal Ucar         | Mert Uçar             | 1-41         | Broertje van Ömer Uçar 'Ezel Bayraktar'. Is vermoord door Serdar Tezcan. |
| Levent Can         | Kaya                  | 1-62         | Rechterhand van Kenan Birkan. Is vermoord door Ezel Bayraktar. |
| Ismail Filiz       | Omer Uçar             | 1-71         | Het ware gezicht en karakter van Ezel Bayraktar |

## Verhaallijn
Omer Ucar leidt een normaal leven en woont met zijn gezin in een middenklasse-wijk. Hij heeft twee beste vrienden (Ali Kirgiz en Cengiz Atay), die hij volledig vertrouwt. Op een dag ontmoet Omer Ucar een meisje genaamd Eysan. Hij wordt verliefd op haar en zij krijgen een relatie. Echter wordt de relatie door de vader van Eysan (Serdar) gemanipuleerd. Serdar Tezcan heeft het gemunt op geld en rijkdommen, hij gebruikt de ziekte van zijn dochter als excuus om Eysan over te halen. Volgens Serdar stond het zusje van Eysan op het punt te overlijden en zij kon alleen in het ziekenhuis genezen als zij genoeg geld voor de operatie hadden. Uiteindelijk manipuleert Serdar ook de beste vrienden van Omer om mee te doen aan zijn plan en ze plegen een overval op een casino. Serdar had iemand nodig die bereid was om iemand anders te doden voor geld, tijdens de overval doodt Ali Kirgiz een beveiliger, maar de schuld van de moord en de overval gaan naar Omer Ucar. Gelijktijdig kwam ook de taak van Eysan aan bod, zij lag in bed met Omer om hem bezig te houden die avond. Omer belandde uiteindelijk in de gevangenis en kwam erachter dat hij werd verraden door zijn beste liefde en vrienden. Hij stond op het punt een nieuw leven te leiden met Eysan, maar alles stortte die dag in.
Omer ontmoet in de gevangenis een man genaamd Ramiz Karaeski, een maffiabaas uit Istanboel. Omer wordt door Ramiz gekozen als leerling en vervolgens opgeleid om zijn wraak te kunnen vervullen. Ze krijgen een goede band met elkaar en Omer vertelt hoe hij in de gevangenis is beland, Ramiz vertelt hem dat zijn vrienden een zeer grote zonde hebben begaan tegenover hem, hij zegt dat alleen hij de rechtvaardigheid en wraak op zijn plek kan zetten. Maar alleen als hij het wil en alleen als hij er klaar voor is. Omer maakt zware tijden mee in de gevangenis, hij wordt mishandelt en gekleineerd door corrupte agenten en gevangenen, ondanks dat hij onder bescherming stond van Ramiz. Totdat er op een dag een grote brand uitbreekt, het moment dat vele gevangenen ontsnappen, maar ook het moment dat Omer Ucar wordt gemarteld door een agent en extreme verwondingen overhoudt aan zijn gezicht, hij overleefde de marteling. Echter werd hij als dood verklaard door Ramiz Karaeski, dit was een onderdeel voor het helpen van Omer. In het ziekenhuis werd hij goed behandelt, maar zijn gezicht was zo zwaar verwond dat hij een grote operatie moest ondergaan, hij kreeg een nieuwe gezicht, een nieuwe stem en zelfs een gloednieuwe naam 'Ezel Bayraktar'. Toen hij na maanden het ziekenhuis verliet werd hij voor jaren opgeleid en getraind door Ramiz om zijn wraak te kunnen vervullen, Ezel maakte kennis met de onderwereld, hij leerde te gokken als een expert (al sinds zijn tijd in de gevangenis), vechten, liegen, het winnen van vertrouwen, het neerhalen van mensen, het vinden van zwakke punten van andere mensen, het strategisch en slim nadenken werd hem allemaal geleerd door Ramiz Karaeski. Na een voorbereiding van ruim 11 jaar is het zo ver. Hij gaat op zoek naar zijn beste vrienden en Eysan om hen de grootste prijs te laten betalen voor het verraad die zij pleegden op hem. 
Ali Kirgiz, Cengiz Atay en Eysan (inmiddels de nieuwe vrouw van Cengiz) zijn zeer rijk geworden op de rug van Omer met de overval. Cengiz heeft een eigen hotel in Cyprus met een enorme gokpaleis. Ali werkt daar als beveiliger, samen met zijn rechterhand Tevfik. Ezel Bayraktar ging naar Cyprus om te pokeren tegen de beroemde en rijke zakenman Cengiz Atay, maar ook om zijn oude vrienden te traceren in het geheim. Na 11 jaar maakt hij voor het eerst weer kennis met hen, maar toen hij Eysan in relatie zag met Cengiz werd het alleen maar erger, buiten het verraad is nu ook zijn eigen vriendin afgepakt. Vanaf de eerste ontmoeting in Cyprus probeert hij een band te maken met Cengiz, Ali en Eysan en bovendien probeert hij de vertrouwen van hen te winnen. Na een incident met de zusje van Eysan keren zij met spoed terug naar Istanboel, Ezel grijpt zijn kans en bezoekt hen dagelijks voor activiteiten, Eysan is erg tevreden met Ezel, ze vindt hem een erg sympathieke man en bedankt hem voor zijn hulp. Ook Cengiz mag Ezel Bayraktar graag en vertrouwt hem dan ook heel goed. Echter heeft Ali heel grote twijfels in Ezel, hij ziet hem als een onbetrouwbare persoon en probeert samen met Tevfik Zaim het ware gezicht van Ezel te achterhalen. Er ontstaat een complete mysterie, waar komt Ezel vandaan, wie is hij, waarom bestaat hij pas sinds de ontmoeting in Cyprus en wat is zijn werkelijke plan? Heeft Ramiz Karaeski hem in de gevangenis ontmoet bij toeval of is er een grotere plaatje in het verhaal?  
Want Ramiz Karaeski, de grootste maffiabaas van Istanboel sinds 1970, is op de hoogte van de nieuwe tijd, de nieuwe mensen en een nog machtiger man, zoals hij zelf beschrijft. Hij heeft het over Kenan Birkan, de machtigste en rijkste man van Istanboel en zelfs Turkije. Zij waren ooit de beste vrienden, maar ook bij hem kwam er een breuk door de liefde. Ramiz is inmiddels een oudere man, terwijl Kenan nog redelijk jong is vergeleken met hem.